# Pro Wrestling Guerrilla
Pro Wrestling Guerrilla – amerykańska federacja wrestlingu założona przez sześciu zawodników z południowej Kalifornii.
Pierwsza gala federacji miała miejsce 26 lipca 2003 roku, a walką wieczoru gali miało być starcie pomiędzy AJ Stylesem a Samoa Joe (Joe doznał kontuzji podczas gali Ring of Honor; w walce zastąpił go Frankie Kazarian).
Najważniejszym tytułem PWG jest pas PWG World Championship, którego posiadaczami byli m.in. AJ Styles, Kevin Steen, El Generico, Bryan Danielson, Kenny Omega, Claudio Castagnoli czy Adam Cole.

## Mistrzostwa

### Obecni mistrzowie
| Tytuł mistrzowski                         | Obecny/i mistrz(owie) | Panowanie | Data zdobycia | Dni  | Miejsce     | Poprzedni mistrz(owie)                                     |
| ----------------------------------------- | --------------------- | --------- | ------------- | ---- | ----------- | ---------------------------------------------------------- |
| PWG World Championship (od 2003)          | Daniel Garcia         | 1         | 1 V 2022      | 1150 | Los Angeles | Bandido                                                    |
| PWG World Tag Team Championship (od 2004) | Wakat                 | —         | 25 IV 2021    | —    | —           | The Kings Of The Black Throne (Malakai Black i Brody King) |

## Turnieje
- Battle of Los Angeles (od 2005)
- Dynamite Duumvirate Tag Team Title Tournament (2007-2015)